# 渋民村 (岩手県岩手郡)
渋民村（しぶたみむら）は、昭和29年（1954年）まで岩手県岩手郡の中部に存在していた村。
現在の盛岡市渋民・芋田・川崎・下田・松内・門前寺の各地区にあたる。

## 地理
- 河川：北上川

## 沿革
- 明治22年（1889年）4月1日 - 町村制施行にともない、渋民村・芋田村・川崎村・下田村・松内村・門前寺村の計6か村が合併して新制の北岩手郡渋民村が発足。
- 明治30年（1897年）4月1日 - 郡の統合により北岩手郡と南岩手郡が合併して岩手郡が復活[1]。岩手郡渋民村となる。
- 昭和29年（1954年）4月1日 - 玉山村・藪川村と合併して新制の玉山村の一部となる。

## 行政
- 歴代村長

| 代 | 氏名       | 就任                   | 退任                      | 備考 |
| -- | ---------- | ---------------------- | ------------------------- | ---- |
| 1  | 小森顕栄   | 明治34年（1901年）4月  | 明治37年（1904年）12月    |      |
| 2  | 金矢光貞   | 明治38年（1905年）1月  | 明治40年（1907年）12月    |      |
| 3  | 駒井与惣吉 | 明治41年（1908年）1月  | 明治44年（1911年）11月    |      |
| 4  | 金矢光春   | 明治44年（1911年）12月 | 大正2年（1913年）12月     |      |
| 5  | 工藤千代吉 | 大正3年（1914年）1月   | 大正7年（1918年）12月     |      |
| 6  | 竹田久一郎 | 大正8年（1919年）1月   | 大正14年（1925年）3月     |      |
| 7  | 金矢光一   | 大正14年（1925年）4月  | 昭和2年（1927年）3月      |      |
| 8  | 佐藤泰蔵   | 昭和2年（1927年）4月   | 昭和5年（1930年）3月      |      |
| 9  | 竹田佐太郎 | 昭和5年（1930年）4月   | 昭和9年（1934年）3月      |      |
| 10 | 阿部理栄治 | 昭和9年（1934年）4月   | 昭和13年（1938年）3月     |      |
| 11 | 米島悦郎   | 昭和13年（1938年）4月  | 昭和20年（1945年）12月    |      |
| 12 | 工藤千代治 | 昭和21年（1946年）1月  | 昭和23年（1948年）1月日   |      |
| 13 | 福田幾一郎 | 昭和23年（1948年）2月  | 昭和29年（1954年）3月31日 |      |

## 交通

### 鉄道
- 国鉄東北本線：渋民駅